# Syndrome de Laron
 Mise en garde médicale
Le syndrome de Laron est un désordre génétique rare récessif caractérisé par une insensibilité à l'hormone de croissance, habituellement due à une déficience du récepteur à l'hormone de croissance. Cette maladie concerne des individus de petite taille. De plus, ceux-ci présentent une sensibilité accrue à l'insuline, ce qui a l'effet positif de diminuer le risque de diabète et de cancer.

## Historique
Le nom du syndrome vient de Zvi Laron (en) (né en 1927), chercheur israélien qui a identifié les premiers cas en 1966. La maladie semble plus fréquente parmi les populations juives et méditerranéennes.
Un tiers de la population mondiale atteint de ce syndrome se concentre en Équateur et seraient probablement de lointains descendants de juifs espagnols fuyant l’Inquisition.

## Épidémiologie
Une concentration particulière de personnes atteintes de ce syndrome a été identifiée dans une vallée isolée en Équateur,.

## Physiopathologie
L’hormone de croissance et son récepteur, auquel elle se lie, sont tous deux des protéines. Les études de génétique moléculaire ont montré que le syndrome de Laron est principalement associé à des mutations dans le gène qui code le récepteur à l’hormone de croissance. Par suite, sont défectueux soit la liaison de l’hormone de croissance au domaine extracellulaire du récepteur mutant, soit l’efficacité de dimérisation du récepteur après liaison de l’hormone. De plus, le taux de la protéine IGF-1, (de l'anglais insulin-like growth factor-1, littéralement facteur de croissance 1 ressemblant à l'insuline) est exceptionnellement bas.

## Diagnostic

### Signes fonctionnels
Les personnes concernées par ce syndrome semblent échapper au diabète et au cancer bien que souffrant fréquemment d'obésité et ont une espérance de vie en bonne santé plus importante que la moyenne.
Leurs cellules ont la faculté d'être plus résistantes aux agressions extérieures et en cas d'agression trop soutenue de pouvoir se laisser mourir indépendamment des autres qui restent saines.

### Filmographie
- Secrets de longévité, documentaire de Sylvie Gilman et Thierry de Lestrade diffusé sur Arte
- Secrets de longévité, documentaire de Sylvie Gilman et Thierry de Lestrade (boutique Arte)